# Highway Gothic
 (mars 2025).
Si vous disposez d'ouvrages ou d'articles de référence ou si vous connaissez des sites web de qualité traitant du thème abordé ici, merci de compléter l'article en donnant les références utiles à sa vérifiabilité et en les liant à la section « Notes et références ».
Highway Gothic est une police de caractères américaine dessinée dans les années 1940. Linéale, elle est utilisée pour la signalisation routière dans de nombreux pays.